# 明河
明河，又称明港河、毛集河，古称大木水，是中國淮河上游左岸一条支流，位于河南省信阳市平桥区北部，发源于天目山主石顶（海拔812.5米）北坡，东南流入红石嘴水库，出库向东南曲折流，至河套转东北流，至夏湾西接确山县界，东流至小李庄过京广铁路后转向南流，过明港镇后再东南流至淮河村汇入淮河。全长55公里，流域面积360平方公里。流域内多年平均降水量1020毫米。